# Matěj Brixi
Matěj Brixi, celým jménem Matěj Jan Vavřinec Brixi, (25. února 1752, Poděbrady – 1. května 1806, Poděbrady) byl český kantor.

## Život
Byl synem kantora a hudebního skladatele Viktorína Ignáce Brixiho. Byl učitelem v Poděbradech a ludirektorem poděbradského chrámu. Být ludirektorem tehdy znamenalo znát hudbu a zpěv, hrát na varhany, vést kostelní sbor, pro chrám komponovat hudbu a zároveň i vyučovat.
V hudební tradici rodu Brixiů na Poděbradsku pokračoval člen rodiny Jan Baptist Brixi, který byl ředitelem kůru v Kovanicích a později rovněž v Poděbradech.